# Dodge Durango
Dodge Durango — среднеразмерный SUV, выпускающийся с 1997 года американской компанией Dodge.

## Первое поколение (DN; 1997)
Первое поколение Dodge Durango выпускалось с 1997 по 2003 год на шасси пикапа Dodge Dakota. Внедорожник был рассчитан на перевозку 7 пассажиров и буксировку до 3400 кг при надлежащем оснащении. Изначально выпускались только полноприводные модели, а с 1999 года выпускались также заднеприводные модели.
- Вид спереди
- Вид сзади

### Комплектации
- 1998—2003 — SLT.
- 1998—2003 — SLT PLUS.
- 2000—2003 — Sport.
- 2000—2003 — SXT.
- 2000—2003 — R/T.

### Двигатели
- 1998—2000 — Magnum V8: объём 5,2 л, мощность 172 кВт (230 л. с.), крутящий момент 407 Н⋅м
- 1998—2003 — Magnum V8: объём 5,9 л, мощность 183 кВт (245 л. с.), крутящий момент 449 Н·м
- 1999 — Magnum V6: объём 3,9 л, мощность 130 кВт (175 л. с.), крутящий момент 305 Н·м
- 1999—2000 — Magnum V8 (турбированный): объём 5,9 л, мощность 268 кВт (360 л. с.), крутящий момент 559 Н·м
- 2000—2003 — Magnum V8: объём 5,9 л, мощность 186 кВт (250 л. с.), крутящий момент 469 Н·м
- 2000—2003 — PowerTech V8: объём 4,7 л, мощность 175 кВт (235 л. с.), крутящий момент 400 Н·м

### Трансмиссии
- 42RE (4-скор. АКПП; TorqueFlite) — 3,9 л, V6
- 45RFE RFE (4-скор. АКПП; RFE) (2000—2002) — 4,7 L, V8
- 545RFE (5-скор. АКПП; RFE) (2003) — 4,7 л, V8
- 44RE (4-скор. АКПП; TorqueFlite) — 5,2 л, V8
- 46RE (4-скор. АКПП; TorqueFlite) — 5,9 л, V8

## Второе поколение (HB; 2003)
Dodge Durango R/T дебютировал в 2003 году на Детройтском автосалоне незадолго до родственной модели — Dakota. В отличие от предыдущего поколения, длина увеличена на 180 мм, ширина — на 51 мм, а высота — на 76 мм. Изначально выпускались только автомобили с ДВС, а в 2009 году был налажен выпуск гибридных автомобилей.
В апреле 2006 года автомобили прошли рестайлинг: были переработаны радиаторная решётка, капот, фары, крылья и колёсные диски. Функции: электронная система контроля устойчивости, парковочный радар и включение поворотника в одно касание.
В том же 2006 году корпорация DaimlerChrysler представила полноразмерный люксовый внедорожник на базе Dodge Durango — Chrysler Aspen.

В октябре 2008 года компания Chrysler объявила, что закрытие завода Newark Assembly, на котором производились Durango и Chrysler Aspen, будет перенесено на конец 2008 года, что приведёт к прекращению производства Aspen и Durango после 2009 модельного года. Производство было прекращено 19 декабря 2008 года.
- 2004—2006 Dodge Durango
- Dodge Durango SLT
- 2007—2009 Dodge Durango
- Chrysler Aspen

### Комплектации
- ST (позднее — SE): 2005—2009.
- SXT: 2003—2009.
- SLT: 2003—2009.
- Adventurer: 2005—2007.
- Limited: 2003—2009.

### Двигатели
- 2004—2009 — Magnum V6: объём 3,7 л, мощность 157 кВт (210 л. с.) при 5200 об/мин, крутящий момент 319 Н⋅м при 4000 об/мин
- 2004—2007 — Magnum V8: объём 4,7 л, мощность 175 кВт (235 л. с.) при 4500 об/мин, крутящий момент 407 Н⋅м при 3600 об/мин
- 2008—2009 — Corsair V8: объём 4,7 л, мощность 226 кВт (303 л. с.) при 5650 об/мин, крутящий момент 447 Н⋅м при 3950 об/мин
- 2004—2008 — Hemi V8 (с 2006 года — с системой MDS): объём 5,7 л, мощность 250 кВт (335 л. с.) при 5200 об/мин, крутящий момент 502 Н⋅м при 4200 об/мин
- 2009 — Hemi V8: объём 5,7 л, мощность 280 кВт (376 л. с.) при 5200 об/мин, крутящий момент 544 Н⋅м
- 2009 Hybrid — Hemi V8: объём 5,7 л, мощность 270 кВт (360 л. с.) при 5200 об/мин, крутящий момент 529 Н⋅м. Электродвигатели: мощность 65 кВт (87 л. с.), крутящий момент 319 Н⋅м. Суммарная мощность: 290 кВт (390 л. с.) при 5300 об/мин, суммарный крутящий момент: 677 Н⋅м при 2500 об/мин

## Третье поколение (WD; 2011)
16 августа 2010 года компания Dodge опубликовала в сети Интернет сайт и тизерные фотографии автомобилей Dodge Durango третьего поколения. Производство автомобилей было начато 14 декабря 2010 года, а продажи начались в середине января 2011 года. Базовая модель — Jeep Grand Cherokee. В 2013—2021 годах автомобили проходили рестайлинг.
- 2011 Dodge Durango
- 2014 Dodge Durango
- 2017 Dodge Durango GT
- 2021 Dodge Durango SRT 392

### Комплектации
- Express — 2011.
- Crew — 2011—2013.
- SXT — 2012 — настоящее время.
- SXT Plus — 2014 — настоящее время.
- Crew Plus — 2011—2013.
- Limited — 2014—2016.
- GT — 2017 — настоящее время.
- GT Plus — 2019 — настоящее время.
- R/T — 2011 — настоящее время.
- Citadel — 2011 — настоящее время.
- Pursuit — 2018 — настоящее время.
- SRT 392 — 2018—2024.
- SRT Hellcat — 2021; 2023—2025.
- Special Service Package — 2012.

### Двигатели
| Двигатель        | Объём    | Мощность при об/мин                 | Крутящий момент при об/мин | Годы производства      | Примечания  |
| ---------------- | -------- | ----------------------------------- | -------------------------- | ---------------------- | ----------- |
| 3.6 V6 Pentastar | 3604 см3 | 216 кВт (290 л. с.) при 6400 об/мин | 350 Н⋅м при 4800 об/мин    | 2010 — настоящее время | V6          |
| 5.7 V8 Hemi      | 5654 см3 | 268 кВт (360 л. с.) при 5150 об/мин | 530 Н⋅м при 4250 об/мин    | 2011 — настоящее время | MDS         |
| 6.4 l V8 Hemi    | 6417 см3 | 354 кВт (475 л. с.) при 6000 об/мин | 637 Н⋅м при 4300 об/мин    | 2018—2024              | SRT 392     |
| 6.2 l V8-S Hemi  | 6166 см3 | 529 кВт (710 л. с.) при 6000 об/мин | 875 Н⋅м при 4000 об/мин    | 2021, 2023—2025        | SRT Hellcat |

## Продажи

### Dodge Durango
| Год                | США       | Канада | Мексика | Европа |
| ------------------ | --------- | ------ | ------- | ------ |
| 1997               | 20,263    |        |         |        |
| 1998               | 156,923   |        |         |        |
| 1999               | 189,840   |        |         |        |
| 2000               | 173,567   |        |         | 197    |
| 2001               | 130,799   |        |         | 94     |
| 2002               | 106,925   |        |         | 53     |
| 2003               | 108,010   |        |         | 32     |
| 2004               | 137,148   | 6,394  |         |        |
| 2005               | 115,439   | 4,310  | 3,831   |        |
| 2006               | 70,606    | 3,836  | 3,480   |        |
| 2007               | 45,503    | 1,634  | 2,880   |        |
| 2008               | 21,420    | 1,115  | 2,074   |        |
| 2009               | 3,521     | 97     | 582     |        |
| 2010               | 572       | 6      | 2       |        |
| 2011               | 51,697    | 2,549  | 1,345   | 84     |
| 2012               | 42,589    | 2,398  | 1,361   | 346    |
| 2013               | 60,727    | 2,045  | 1,128   | 258    |
| 2014               | 64,398    | 2,977  | 1,151   | 492    |
| 2015               | 64,186    | 3,659  | 1,185   | 210    |
| 2016               | 68,474    | 6,266  | 827     | 171    |
| 2017               | 68,761    | 6,505  | 370     | 212    |
| 2018               | 65,947    | 6,951  | 352     | 563    |
| 2019               | 67,599    | 9,220  | 291     | 616    |
| 2020               | 57,828    | 5,668  | 360     |        |
| 2021               | 65,936    | 5,764  | 607     | 424    |
| 2022               | 55,433    | 7,765  | 836     | 226    |
| 2023               | 69,196    | 7,739  |         |        |
| 2024               | 59,357    | 9,384  |         |        |
| Промежуточный итог | 2,130,292 | 93,797 | 21,190  | 3,978  |
| Общий объём        | 2,249,257 |        |         |        |

### Chrysler Aspen
| Год                | США    | Мексика |
| ------------------ | ------ | ------- |
| 2006               | 7,656  | 256     |
| 2007               | 28,788 | 982     |
| 2008               | 22,254 | 772     |
| 2009               | 5,996  | 245     |
| 2010               | 30     | 4       |
| Промежуточный итог | 64,724 | 2,259   |
| Общий объём        | 66,983 |         |